# Tyrkys (album, Ilona Csáková)
Tyrkys je šesté řadové album zpěvačky Ilony Csákové.
Vyšlo v září 2000. Zpěvačka přišla s blond image, hudební styl ale znatelně nezměnila. Album obsahuje skladby říznuté kytarami i elektronikou. Koketuje s latinskoamerickými rytmy (Natalie) i se vrací k rockerským kořenům (Můj typ). Album neobsahuje žádnou coververzi - mimo bonus tracku (záznam beatlesovského hitu Oh Darling! v podání s Marcelou Březinovou. Záznam pochází z projektu Královny popu v Opeře. Album bylo oceněno zlatou deskou.

## Tracklist
- 1. Lháři! 4:25
- 2. Nepočítej 3:19
- 3. Vždycky jsem si přála mít 4:23
- 4. Nehledej vážný důvody 2:58
- 5. Natalie 4:01
- 6. Za modrou oblohou 3:26
- 7. Mám co mám 3:18
- 8. Můj typ 3:39
- 9. Láska tvá si tě najde 3:34
- 10. Když je v noci úplněk 3:54
- 11. Zprávy špatný, zprávy dobrý 3:24
- 12. Kdo takhle se dívá 3:35
- 13. Tvůj svět láska promění 3:47
- 14. Nech to hvězdám 3:49
- 15. Oh Darling! (duet s Marcelou Březinovou - projekt Královny popu v Opeře) 3:57